# 水分持留曲线

砂土、粘壤土、黏土和泥煤的水分持留曲线。

水分持留曲线描述土壤含水量θ和土壤水势ψ之间的关系。不同类型土壤的水分持留曲线都是特异的，因此该曲线也被叫做土壤水分特征曲线。
该曲线常被用来估计土壤蓄水量、对植物的供水能力（田间持水量）以及土壤团聚体稳定性。由于水进入和离开土壤孔隙具有迟滞效应，润湿和干燥曲线也可以区分开。
水分持留曲线的总体特征如图所示，该图横纵坐标分别为体积含水量θ和基质势{\displaystyle \Psi _{m}}。在势能接近0处，土壤接近饱和，水分主要由毛细作用力保持在土壤中。当θ逐渐变小，水的结合力增强，在更小的势能处（负值的绝对值变大，即接近凋萎点），水被紧紧留存在最小孔隙中、谷粒的接触点间，以及被土壤吸附力保留在颗粒表面形成一层水膜。
砂土中的水主要是靠毛细作用来吸收的，因此在较高（较小绝对值）势能下，大部分水会流失。然而黏土由于粘附和渗透的存在，会在较低势能下才释放水分。在任意势能下，泥煤土的水含量通常比黏土要高，而后者的含水量一般比砂土高。任意土壤的持水性都和土壤孔隙度以及土壤结合力的特性有关。

## 形状参数
有多种模型可以用来描述水分持留曲线的形状，其中一种是van Genuchten模型：
{\displaystyle \theta (\psi )=\theta _{r}+{\frac {\theta _{s}-\theta _{r}}{\left[1+(\alpha |\psi |)^{n}\right]^{1-1/n}}}}
其中
{\displaystyle \theta (\psi )} 是水分持留曲线[L3L−3]；
{\displaystyle |\psi |}是吸水压力([L]，cm水柱)；
{\displaystyle \theta _{s}}是饱和水含量[L3L−3]；
{\displaystyle \theta _{r}}残余水含量[L3L−3];
{\displaystyle \alpha }与进气吸力的倒数有关，{\displaystyle \alpha >0} ([L−1], or cm−1)；
{\displaystyle n}是孔隙大小分布的一个相关量，{\displaystyle n>1} (无量纲)。
基于上述参数化方式，我们构建了一个能够对不饱和导水率-饱和-压力关系作出预测的模型。

## 历史
1907年，物理学家埃德加·白金漢姆（Edgar Buckingham）利用从砂土到黏土质地各不相同的六种土壤，建立了第一条水分持留曲线。实验所用土壤柱有48英寸高，在距离土壤柱地段2英寸的位置，通过周期性地利用侧管补充水分，保持了一个稳定的水位。土壤柱的上端是封闭的以防止蒸发。

## 方法
范格魯切騰（Van Genuchten）参数（{\displaystyle \alpha }和{\displaystyle n}）可以通过田间或室内实验来确定。一种方法是瞬时剖面法，利用该方法可以测定在一系列吸水压力{\displaystyle \psi }下的土壤含水量{\displaystyle \theta } （或有效饱和度{\displaystyle Se}）。由于该方程的非线性特征，诸如非线性最小二乘法等数学技巧能够用来解出范格魯切騰参数。被估计参数的精确度取决于已有数据集（{\displaystyle \theta }和{\displaystyle \psi }）的质量。